# Pinball: The Man Who Saved The Game
Pinball: The Man Who Saved The Game è un film del 2022 scritto e diretto da Austin e Meredith Bragg, basato sulla vera storia del giornalista Roger Sharpe.

## Trama
New York, 1975. Alcune leggi, promulgate per la prima volta negli anni trenta dall'allora sindaco Fiorello La Guardia, prevedono la completa messa al bando dei giochi a gettone, tra i quali il flipper (termine adottato in Europa, ma detto pinball nei paesi anglofoni), in quanto equiparati al gioco d'azzardo. A dispetto dell'illegittimità del flipper, negli anni bar e sale giochi hanno continuato a proporlo, ma ora i produttori chiedono la riapertura ufficiale dei mercati che erano stati interdetti.
La “Music and Amusement Association” chiede la cancellazione del bando sostenendo che i flipper non sono giochi di fortuna, ma di abilità: il giornalista Roger Sharpe, un giocatore di flipper professionista, viene quindi chiamato a dimostrare la vera natura del gioco di fronte ai giudici del tribunale.

## Promozione
Il trailer del film è stato diffuso online il 15 febbraio 2023.

## Distribuzione
Già proiettato nel 2022 durante alcuni festival, il film è stato distribuito nei cinema statunitensi il 17 marzo 2023.